# Veymerange
Veymerange est un village français situé dans la commune de Thionville et le département de la Moselle en région Grand Est. C'est une commune indépendante de 1790 à 1967.
Ses habitants sont appelés les Veymerangeois en français et les Wëmrénger en platt. D'autre part, les villages de Veymerange et Elange représentent un total de 3 661 habitants en 2012.

## Géographie
Ce village est situé dans le Nord-Ouest de la Moselle, dans le pays thionvillois, à 5 km à l'Ouest de Thionville et 30 km au Nord de Metz. Il est traversé par le ruisseau Veymerange et est délimité à l'Ouest par l'autoroute A31.
Le territoire communal de Veymerange représente 6,12 km2 en 1907, un chiffre qui inclut Elange, Büchel et Le Colombier.

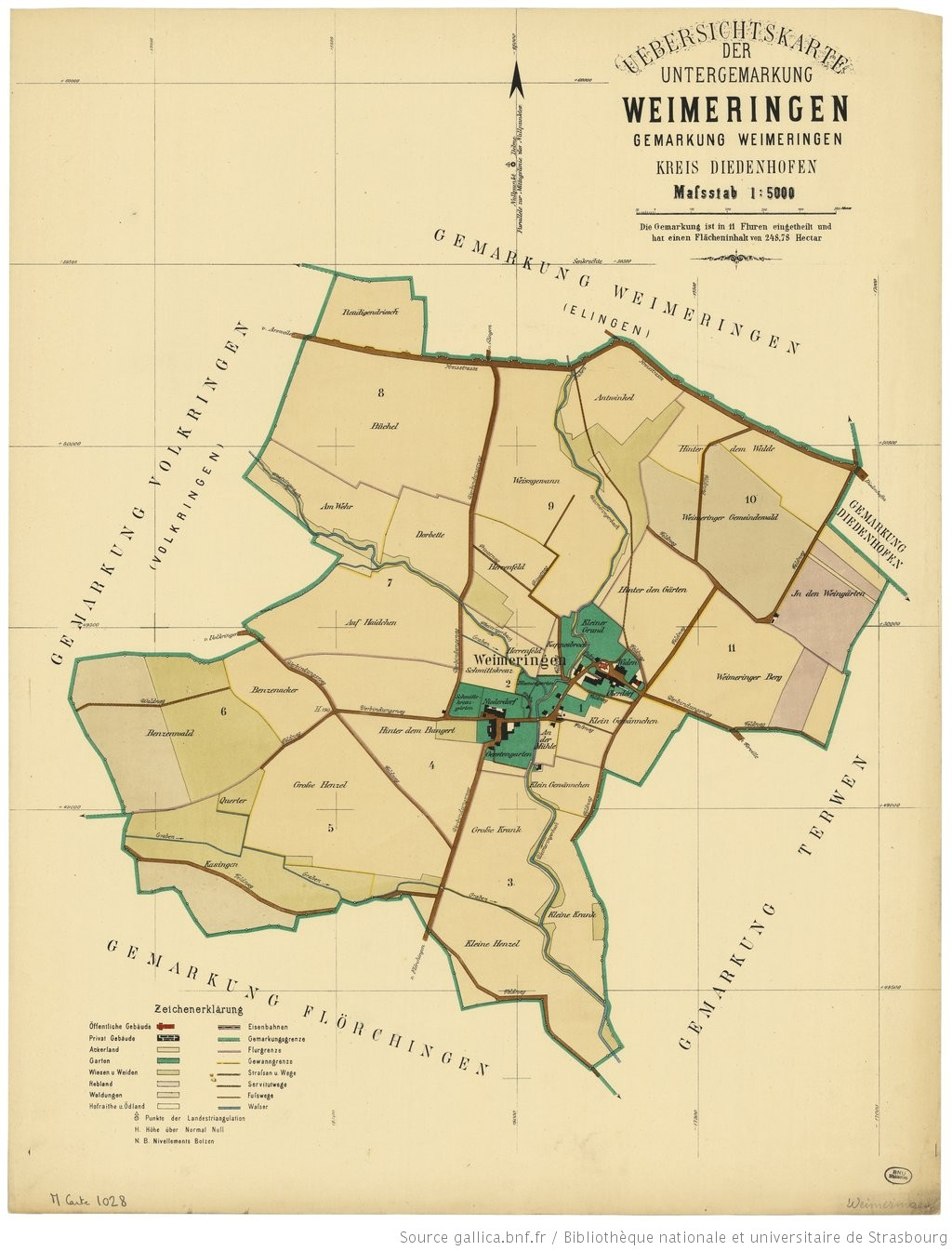
Plan cadastral de Veymerange en 1893.

## Toponymie
En francique lorrain : Wëmrénge et Weimeréngen. En allemand : Weimeringen.

### Mentions anciennes
Wemeringas (926), Wimeringas (977), Wimeringes et Wuimeringes (993), Wimeranges (1284), Wermeranges et Warmerange (1362), Wymmeringen (1473), Wymeringen (1528), Weymeranges  (1537), Weimering (1544), Weimrange et Weimerangen (1697), Veymerange (1793), Weimerange (1812 et 1854), Weymerange (1844), Veymeringen (1863), Weimeringen (1871-1918).

### Étymologie
Le toponyme Veymerange se compose de l'anthroponyme germanique Veimar ou Wimar, suivi du suffixe -ingen francisé en -ange.

## Histoire
Veymerange est une ancienne terre prévôtale de Thionville. Ce village était le siège d'une seigneurie foncière qui fut érigée en haute justice le 19 juin 1704, il a également dépendu du bailliage de Thionville de 1661 à 1790 et était, pour le spirituel, une annexe de la paroisse de Volkrange.
La commune de Terville a été rattachée à celle de Veymerange en 1810, puis a repris son indépendance en 1894. La commune d'Elange fut également rattachée à celle de Veymerange en 1811.
En 1817, ce village avait un territoire productif de 235 hectares dont 31 en bois et 4 en vignes.
La commune de Veymerange, incluant Elange, a été rattachée à la commune de Thionville le 1er janvier 1967 sous le régime de la fusion simple.

## Administration
| Période                                  | Période | Identité      | Étiquette | Qualité |
| ---------------------------------------- | ------- | ------------- | --------- | ------- |
|                                          | 1965    | Koch          |           |         |
| 1965                                     | 1967    | Georges Donny |           |         |
| Les données manquantes sont à compléter. |         |               |           |         |

Veymerange dispose d'une mairie de quartier.

## Population et société

### Démographie
En 1817, ce village comprend 138 personnes réparties dans 25 maisons. En 1844, il y a 649 habitants communaux (Veymerange + Elange + Terville) et 30 maisons à Veymerange. Dans les années 1990, à la suite d'une construction de nouveaux lotissements, le village est passé à 1 700 habitants.
| 1793 | 1800 | 1806 | 1821 | 1836 | 1841 | 1861 | 1866 | 1872 |
| ---- | ---- | ---- | ---- | ---- | ---- | ---- | ---- | ---- |
| 113  | 117  | 138  | 596  | 636  | 649  | 693  | 701  | 750  |

| 1876 | 1881 | 1886 | 1891 | 1896 | 1901 | 1906 | 1911 | 1921 |
| ---- | ---- | ---- | ---- | ---- | ---- | ---- | ---- | ---- |
| 742  | 795  | 793  | 780  | 337  | 342  | 363  | 355  | 345  |

| 1926 | 1931 | 1936 | 1946 | 1954 | 1962 | - | - | - |
| ---- | ---- | ---- | ---- | ---- | ---- | - | - | - |
| 348  | 364  | 352  | 331  | 531  | 754  | - | - | - |

### Enseignement
Les élèves de Veymerange dépendent de l'académie de Nancy-Metz (zone B). Le village dispose d'un groupe scolaire baptisé Robert Desnos, composé d'une école maternelle et d'une école élémentaire. Le collège public du secteur se trouve à Thionville (collège La Milliaire).

### Loisirs
La maison de quartier des Grands-Chênes abrite l’association culturelle et de loisirs du même nom depuis 1979.

### Sport
- Le stade du Büchel, il inclut 2 terrains de football et 2 terrains de pétanque
- Club de football : le CS Veymerange[16]. Outre la section masculine, il inclut également une section féminine[17].

## Culture locale et patrimoine

### Linguistique
Dans le dialecte francique de Veymerange, les [n] situés à la fin des mots disparaissent, excepté dans quelques mots brefs. Par ailleurs, le dialecte veymerangeois ressemble beaucoup à celui d'Elange et celui de Volkrange.

### Sobriquet
Les habitants de ce village étaient surnommés : déi Wëmrénger furefauserten (les flatteurs de Veymerange).

### Lieux et monuments
- Église paroissiale Saint-Pierre, construite vers 1250. Veymerange est devenue une paroisse autonome en 1807 et dépendait avant cette date de la paroisse de Volkrange.
- Croix Fœtz (1946), érigée par Mathias et Anne Fœtz ; route du Buchel, au bord du cimetière[19].
- Croix de Latouche (1822), érigée par le maire Charles de Latouche ; rue Saint-Martin[19].
- Croix de mission (XIXe siècle), en pierre de Jaumont, commémorant la réconciliation entre les laïcs et les catholiques ; dans le cimetière[19].
- Monument aux morts de Veymerange-Elange, pour les guerres de 1914-1918 et de 1939-1945.

### Héraldique
| Blason de Veymerange | Blason  | D'argent à l'arbre de sinople accosté de deux merlettes de sable, au chef d'argent fretté de gueules. |
| Blason de Veymerange | Détails | |